# Sonny Perdue

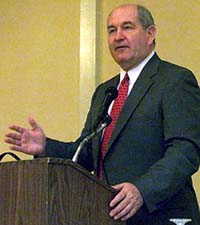
Sonny Perdue.

George Ervin "'Sonny" Perdue III (Perry, 20 de dezembro de 1946) é um político, veterinário e empresário norte-americano. Foi governador da Geórgia (pelo Partido Republicano) de 2003 a 2011 e, de 2017 a 2021, o Secretário de Estado da Agricultura dos Estados Unidos no governo de Donald Trump. Foi o primeiro membro do Partido Republicano a ser governador da Geórgia desde a era da Reconstrução.